# I Wayan Mastra

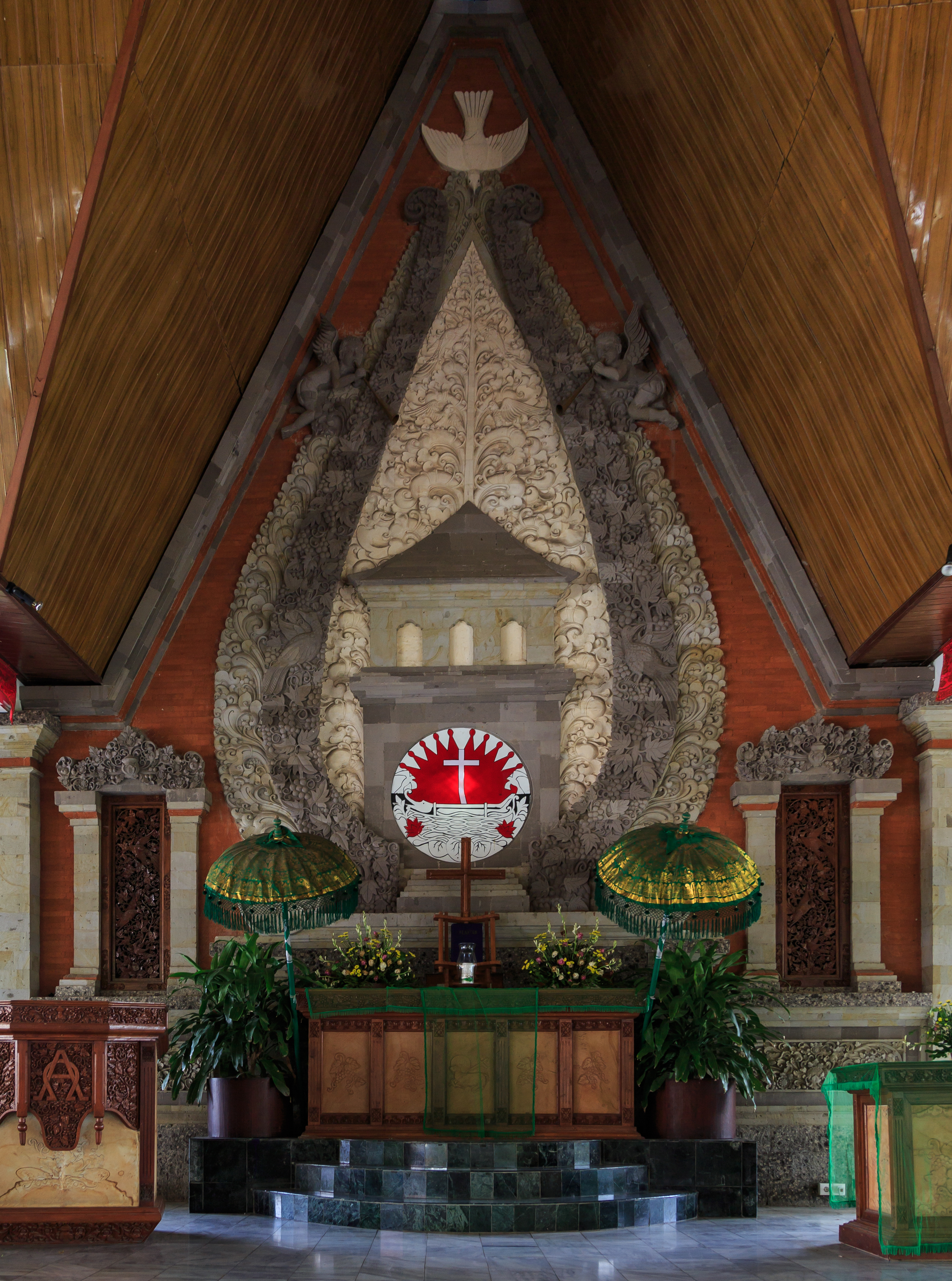
Innenansicht der Bukit Doa International Church. Diese Gemeinde der GKBP widmet sich der Touristenseelsorge (Photo by CEphoto, Uwe Aranas, 2015)

I Wayan Mastra (* 1931) ist ein indonesischer Geistlicher. Er war ein langjähriger Vorsitzender der Synode der Protestantisch-Christlichen Kirche auf Bali (=GKBP, Mitglied der Weltgemeinschaft Reformierter Kirchen und des Ökumenischen Rats der Kirchen). Er förderte die Inkulturation des christlichen Glaubens in die vom Hinduismus geprägte balinesische Kultur.

## Leben
I Wayan Mastra war der älteste Sohn einer balinesischen Familie, die zu einer niedrigen Kaste (sudra) gehörte. Da es in der Nähe seines Heimatorts keine Möglichkeit einer weiterführenden Schulausbildung gab, zog er nach Klungkung und wohnte dort bei Verwandten. Seine weitere Ausbildung zum Lehrer fand am College von Surabaya auf Java statt. Dort kam er mit dem Christentum in Kontakt, nahm Katechismusunterricht und ließ sich im Jahr 1952 taufen. Rückblickend beschrieb er, wie junge Balinesen in eine spirituelle Krise gerieten, da ihnen die Schule wissenschaftliche Erklärungen etwa für Vulkanausbrüche und Erdbeben lieferte, die die mythologischen Erklärungen für diese Phänomene entwertete. Der balinesische Hinduismus war nach Mastras Einschätzung Animismus.
Es folgte eine kurze Tätigkeit als Lehrer an der weiterführenden Schule in Denpasar. Von 1955 bis 1960 studierte er Theologie in Jakarta. Im Jahr 1961 wurde er zum Pastor in Singaraja, der größten Stadt im Norden Balis, ordiniert. Das Christentum, das erst in den 1930er Jahren nach Bali gelangt war, stieß in jener Zeit in der balinesischen Gesellschaft auf größeres Interesse, so dass Mastra als Pastor 350 Konvertiten taufen konnte. Es war eine ausgesprochen krisenhafte Zeit in der Geschichte Balis. Zahlreiche Menschen wurden unter dem Verdacht, Kommunisten zu sein, ermordet; verschärfend wirkte der Ausbruch des Vulkans Gunung Agung 1963. Nach Mastras Analyse profitierte das Christentum vom Verbot der Kommunistischen Partei, weil die Balinesen, die durch den Besuch moderner Schulen mit der traditionellen Kultur zerfallen waren, eine neue Orientierung suchten.
Von 1965 bis 1970 studierte Mastra Theologie am Dubuque Seminary in den Vereinigten Staaten. Seine Doktorarbeit war eine Kritik der Missionstheologie Hendrik Kraemers, der   den Aufstieg europäischer Nationalismen als Krisensymptome des traditionellen Christentums interpretiert hatte. Ähnliche mit religiösem Anspruch auftretende Nationalismen seien auch in Asien zu erwarten. Als Alternative dazu setzte Kraemer auf ein strikt theozentristisches Christentum. Wer Gott ist und was seine Botschaft für die Menschen ist, geht demnach exklusiv aus der Bibel hervor, menschliche Kulturen, Traditionen und Religionen können Kraemer zufolge hierzu keinen Beitrag leisten. Kraemer wandte Karl Barths Religionskritik auf die Situation der Missionskirchen an. Mastra zufolge erfordere die Gegenwart aber einen Dialog der Religionen. Dazu leistete die Theologie Barths und Kraemers keinen Beitrag. Im Gegenteil, Andersgläubige reagierten aggressiv darauf, dass ihre Religion von Christen entwertet werde. Für solche antichristlichen Ausschreitungen gab es in Indonesien Beispiele.
1972 wurde I Wayan Mastra zum Vorsitzenden der Synode seiner Kirche gewählt, ein Amt, das er mit einer vierjährigen Unterbrechung (1988 bis 1992) bis zum Jahr 2000 innehatte. Dies gab ihm die Gelegenheit, in der Protestantisch-Christlichen Kirche auf Bali Veränderungen auf den Weg zu bringen, wodurch diese unter den Kirchen Indonesiens zahlenmäßig relativ kleine Kirche ihre eigene Entwicklung nahm.
Schon die Synode von 1972 beschloss eine Öffnung der Kirche für die balinesische Kultur. Sie formulierte unter anderem folgende Ziele:
- Das Evangelium von Jesus Christus auf eine Weise zu verkünden, die relevant ist für Balinesen;
- Balinesischen Christen dabei zu helfen, ihren Glauben in den Formen der eigenen Kultur auszudrücken:
- Balinesische Architektur und kulturelle Symbole im Kirchenbau zu verwenden;
- Interreligiösen Dialog auf Bali fördern.

Im Jahr 1976 zerstörte ein Erdbeben die Kirche in dem mehrheitlich protestantischen Ort Blimbingsari. Der Neubau brach mit der Tradition europäischer Kirchenarchitektur: ein Ensemble kleiner Gebäude, eingebettet in einen Garten mit strömendem Wasser. Der halboffene Kirchenraum folgte dem traditionellen Pendopo-Stil. Mastra bezeichnete diesen programmatischen Kirchenbau auch als Tempel. Wie bei balinesischen Tempeln üblich, ist der Eingangsbereich besonders hervorgehoben. Mastra verband diese Tradition mit dem Bibelwort „Ich bin die Tür“.
Mastras Eltern waren Tänzer, so dass er aus seiner hinduistischen Familientradition einen Bezug zum sakralen Tanz hatte. Durch die Erziehung der Missionare gab es unter balinesischen Christen große Hemmungen, ein Gamelan-Orchester im Gottesdienst zu spielen oder einen Tanz aufzuführen. Mastra studierte die Bibel, besonders die Psalmen, um an die israelitische Tradition von Tanz und Musik im Gottesdienst anzuknüpfen.

## Veröffentlichungen
- The impact of the gospel and the Balinese Culture : an approach of making an indigenous church. Dubuque, 1967.
- The salvation of non-believers : a missiological critique to Hendrik Kraemer and the need for new alternative. Dubuque, 1970.
- A contextualized church : the Bali experience, the “Gereja Kristen Protestan di Bali” responds to the Gospel. Abington, 1978.
- Christologie im Kontext des Lebens und der Religion der Balinesen. In: Journal of Religious Culture 55 (2002)